# Convolvulus microcalyx
Convolvulus microcalyx är en vindeväxtart som beskrevs av Charles Baron Clarke. Convolvulus microcalyx ingår i släktet vindor, och familjen vindeväxter. Inga underarter finns listade i Catalogue of Life.